# Escàndol dels Black Sox

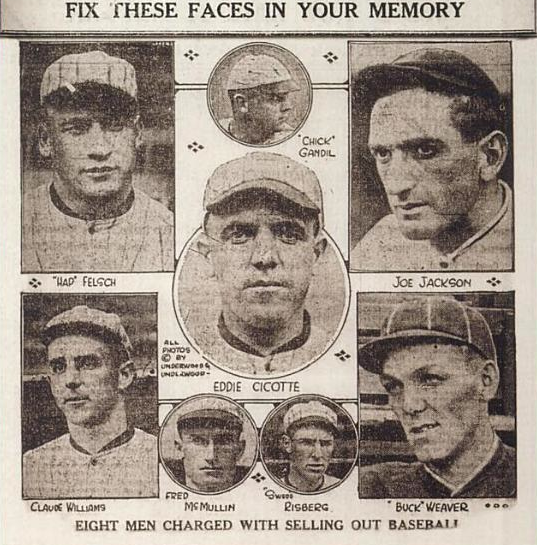
Els vuit acusats de l'escàndol, tal com van aparèixer en diversos diaris. S'hi llegeix: 'Marcau aquestes cares en la vostra memòria. Vuit homes acusats de vendre el beisbol.'

L'escàndol dels Black Sox va ser un escàndol esportiu del Major League Baseball, en què vuit jugadors dels Chicago White Sox van ser acusats de perdre les Sèries Mundials del 1919 deliberadament, a canvi de diners d'una casa d'apostes del mafiós Arnold Rothstein. En conseqüència, es va dissoldre la National Baseball Commission (la màxima autoritat en aquell moment) i, en un intent de restaurar la integritat del beisbol i la confiança entre el públic general, es designar el jutge Kenesaw Mountain Landis com a primer Comissionat del Beisbol, concedint-se-li un poder absolut sobre l'esport.
Malgrat que un judici públic va absoldre els vuit implicats, Landis va mantenir-se ferm i va prohibir el seu retorn al beisbol de per vida. Com a part de la prohibició, també se'ls va vetar de formar part del Saló de la Fama del Beisbol, ni tan sols pòstumament. En les dècades posteriors, els jugadors (especialment Shoeless Joe Jackson) van demanar reiteradament que s'aixequés la prohibició; tanmateix, la prohibició va seguir vigent i hi continua encara ara.